# Merenré II
Merenré II (português europeu) ou Merenrê II (português brasileiro) foi um faraó da VI dinastia egípcia.
Foi o sexto faraó desta dinastia. Era provavelmente filho do seu antecessor, o rei Pepi II, conhecido pelo seu longo reinado (que teria durado 94 anos). A sua mãe é possivelmente a rainha Neit.
Os dados arqueológicos contemporâneos ao seu reinado são inexistentes. É mencionado na lista real de Abido e em outras listas reais. A maior parte dos egiptólogos atribui-lhe um ano de reinado; Jürgen von Beckerath situa o seu reinado entre 2194 e 2193 a.C. e Jaromir Malek entre 2142 e 2141 a.C..
Foi talvez casado com Nitócris, que seria sua irmã.
De acordo com Heródoto, Nitócris tornou-se rainha após o assassinato, pelos egípcios, do faraó, seu irmão. Ela se vingou dos assassinos, construindo uma câmara subterrânea, chamando-os para um banquete, e fazendo-os morrerem afogados, por uma entrada de água. Para escapar punição, ela se suicidou jogando-se no fogo.
Manetão, citado por Eusébio de Cesareia, ao falar da VI dinastia egípcia, que reinou por duzentos e três anos, cita apenas Nitócris como faraó.